# مودنا
مودنا () یکی از شهرهای منطقهٔ امیلیا-رومانیا و مرکز استان مودنا در شمال ایتالیا است. این شهر در جنوب درهٔ پو قرار گرفته‌است.
شهر باستانی مودنا از صنعت خودروسازی شناخته شده‌است؛ از آنجا که کارخانه‌های خودروهای معروف ایتالیایی مثل ماشین‌های فراری و پاگانی و مازراتی در اینجا می‌باشد، هر کدام دارای دفتر مرکزی در شهر هستند.

## شهرهای خواهرخوانده
- آلماتی، قزاقستان
- لینتز، اتریش
- لوندرینا، برزیل
- نووی ساد، صربستان
- سینت‌پال، مینه‌سوتا، ایالات متحده آمریکا

## دیدنی‌های مودنا

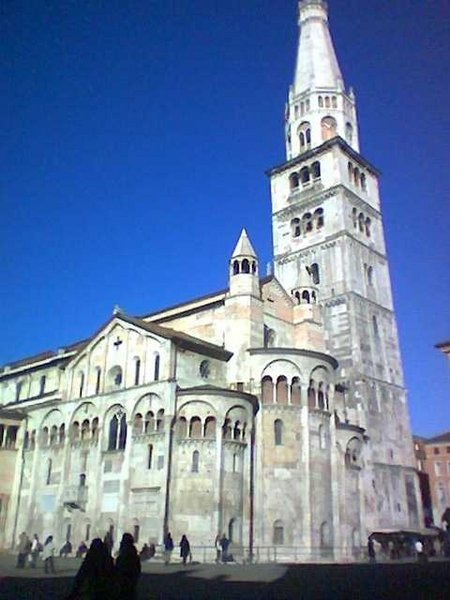
کلیسای جامع مودنا و برج ناقوس آن موسوم به توره دلا گیرلاندینا
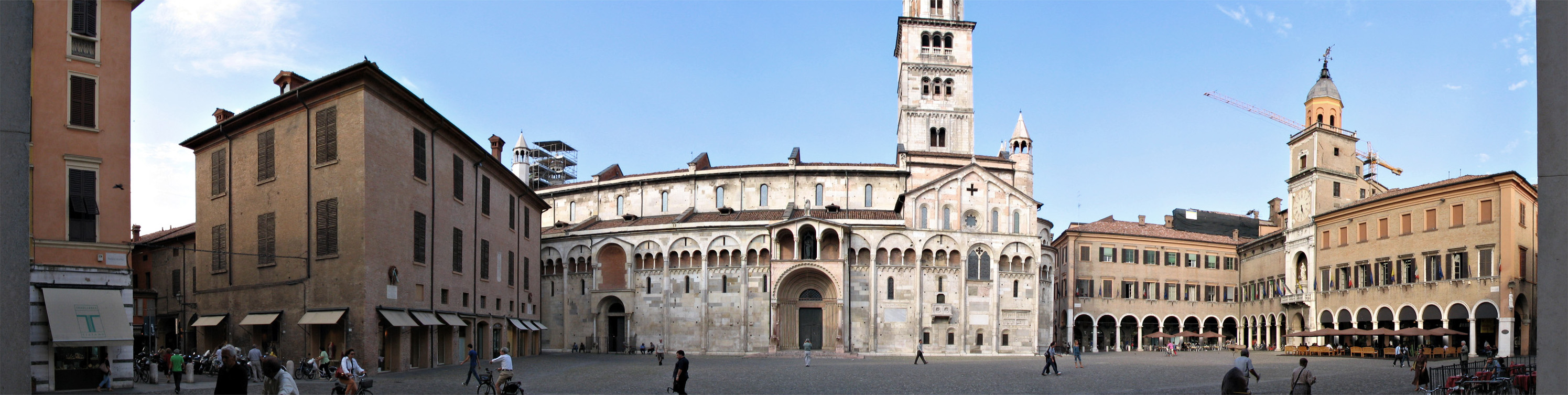
سراسرنمایی از میدان پیاتزا گراندهٔ مودنا
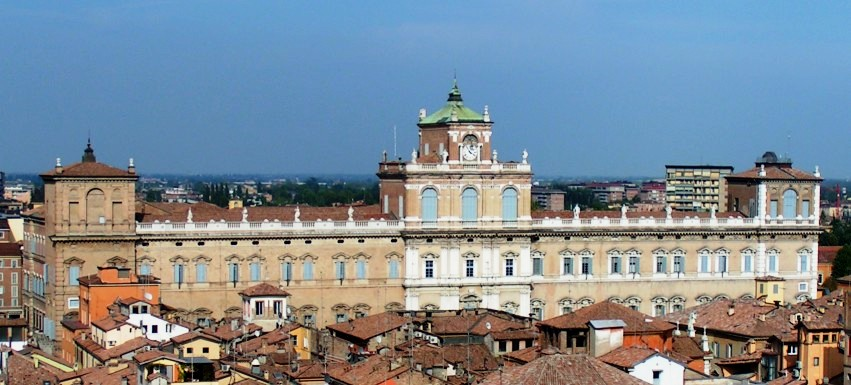
کاخ دوک مودنا با معماری باروک که امروزه به یک آکادمی نظامی تبدیل شده است.
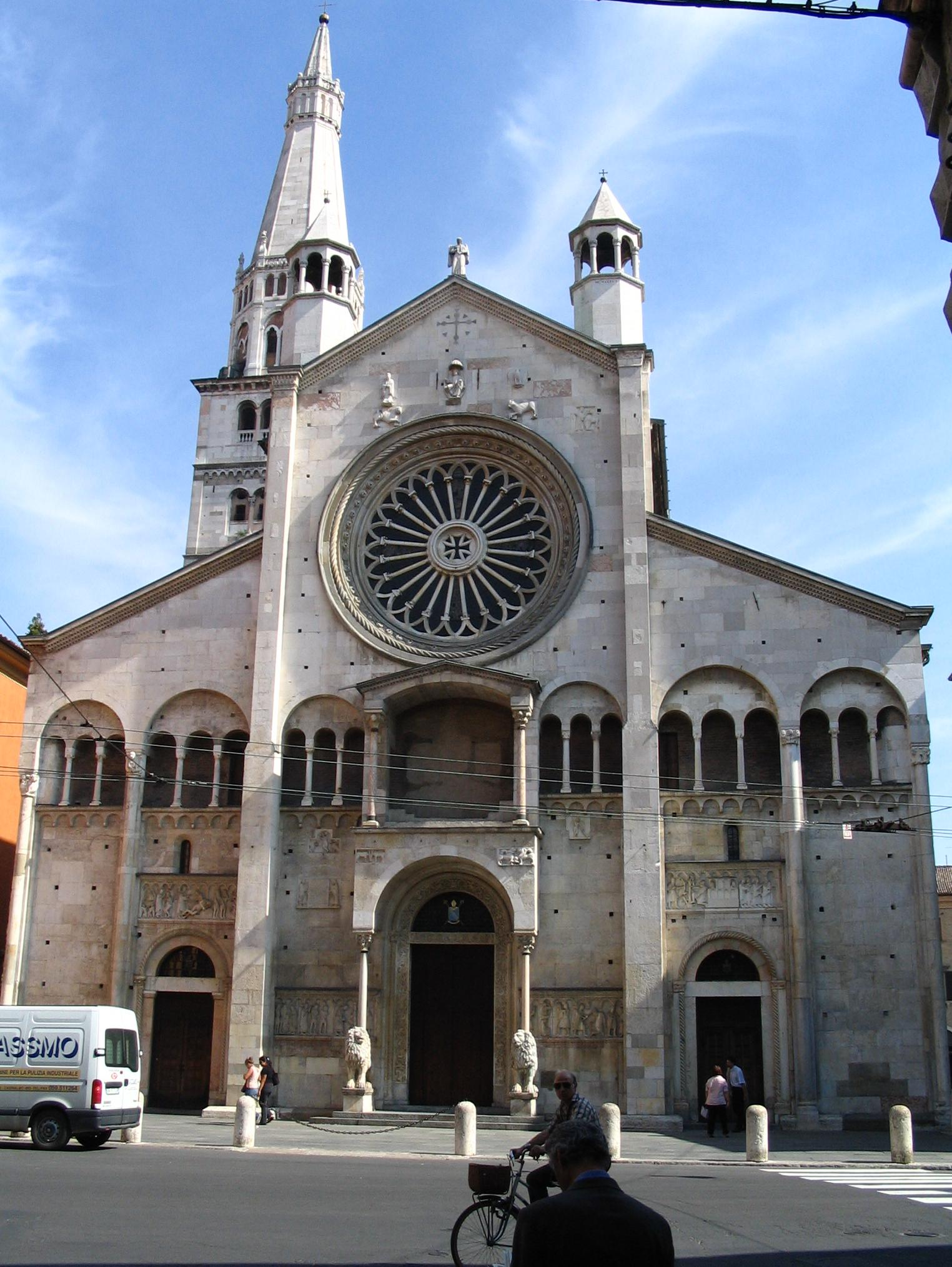
سردر کلسای جامع مودنا
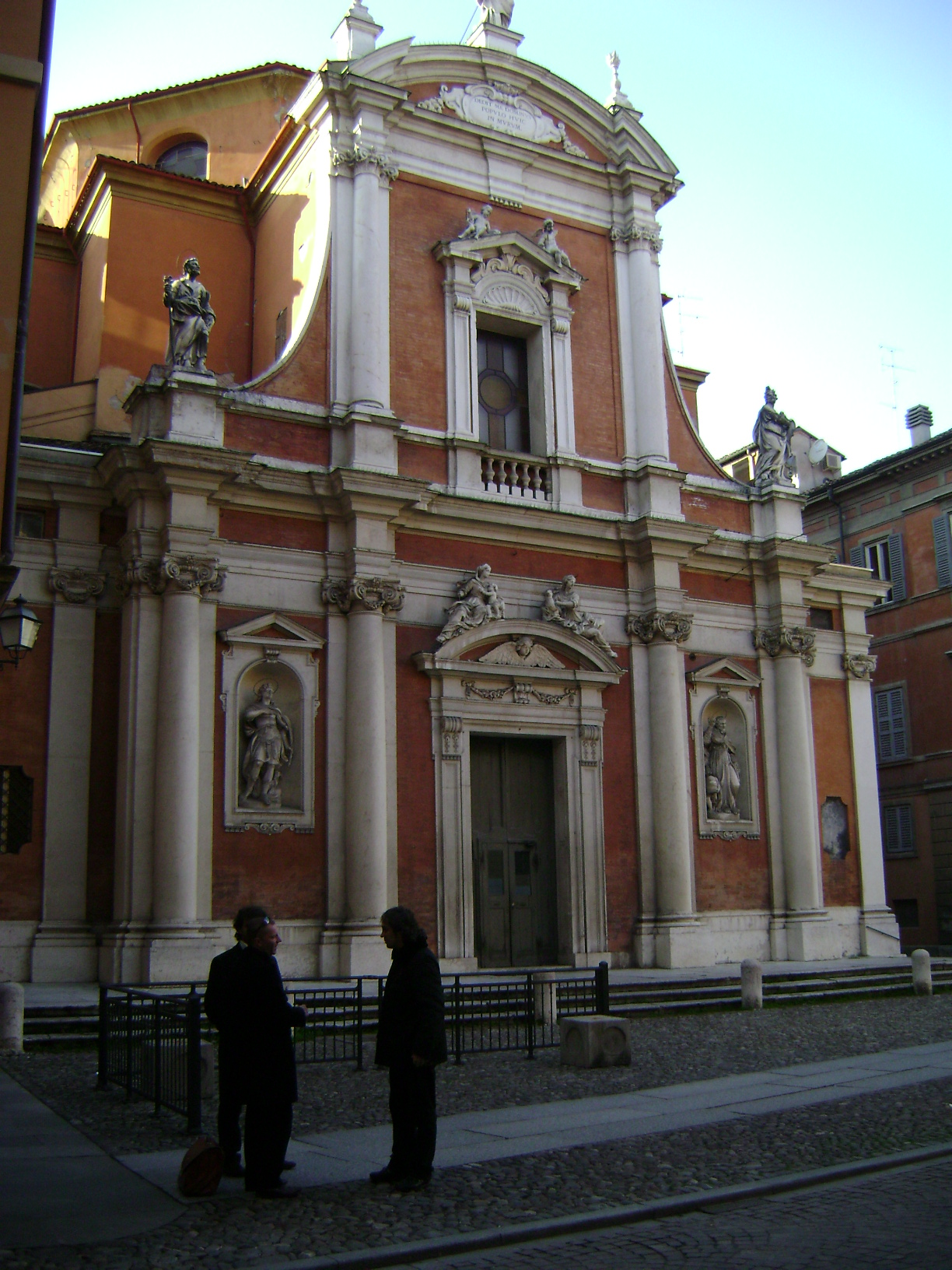
کلیسای سن جورجو
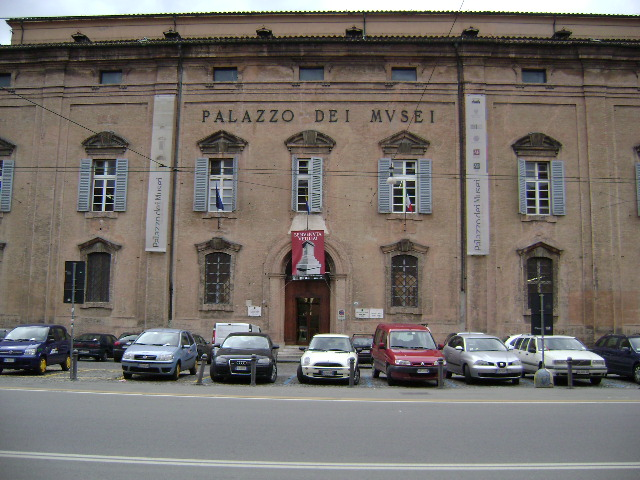
کاخ موزه
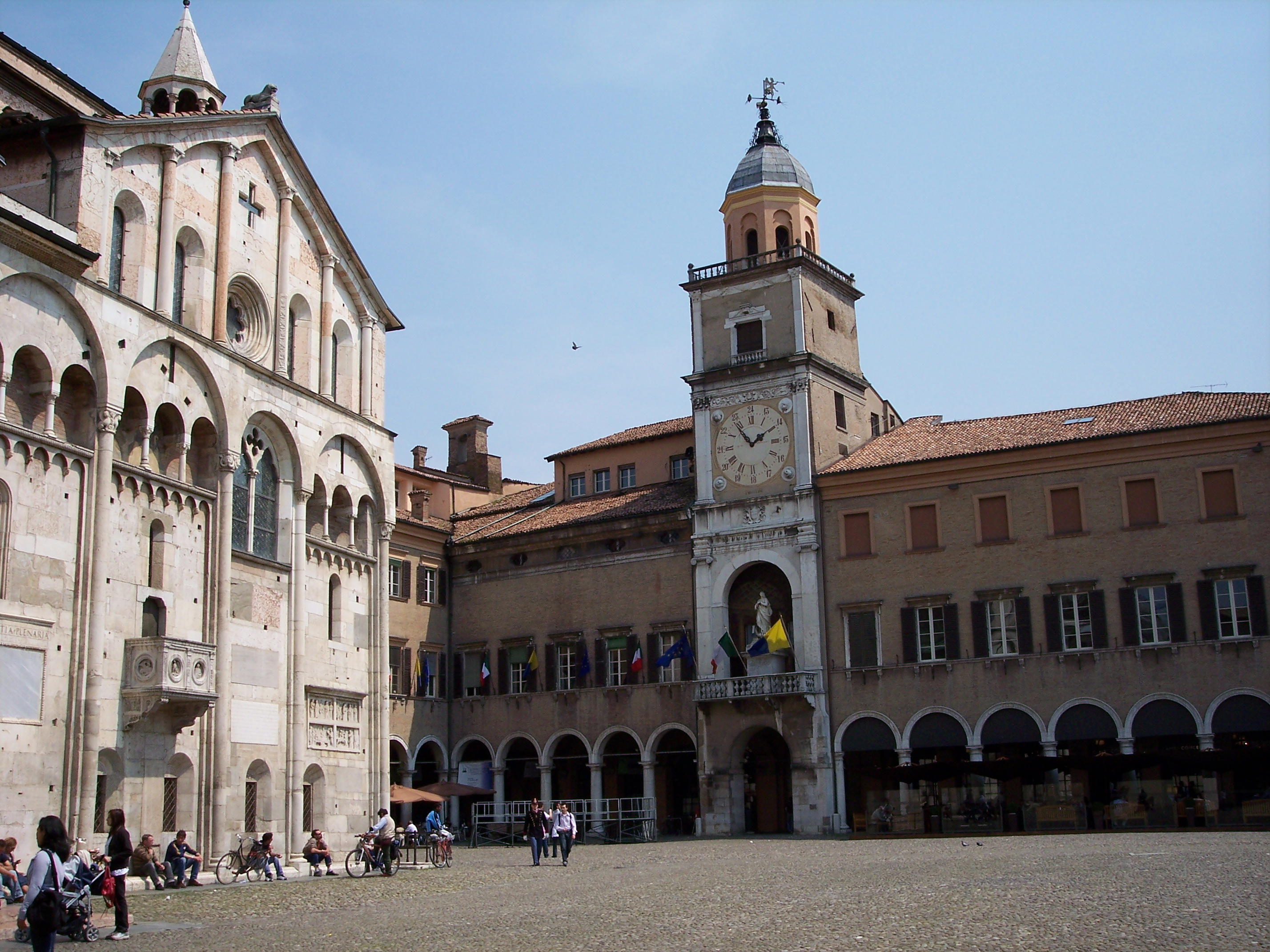
نمایی از تالار شهر (راست) و کلیسای جامع واقع در پیاتزا گرانده
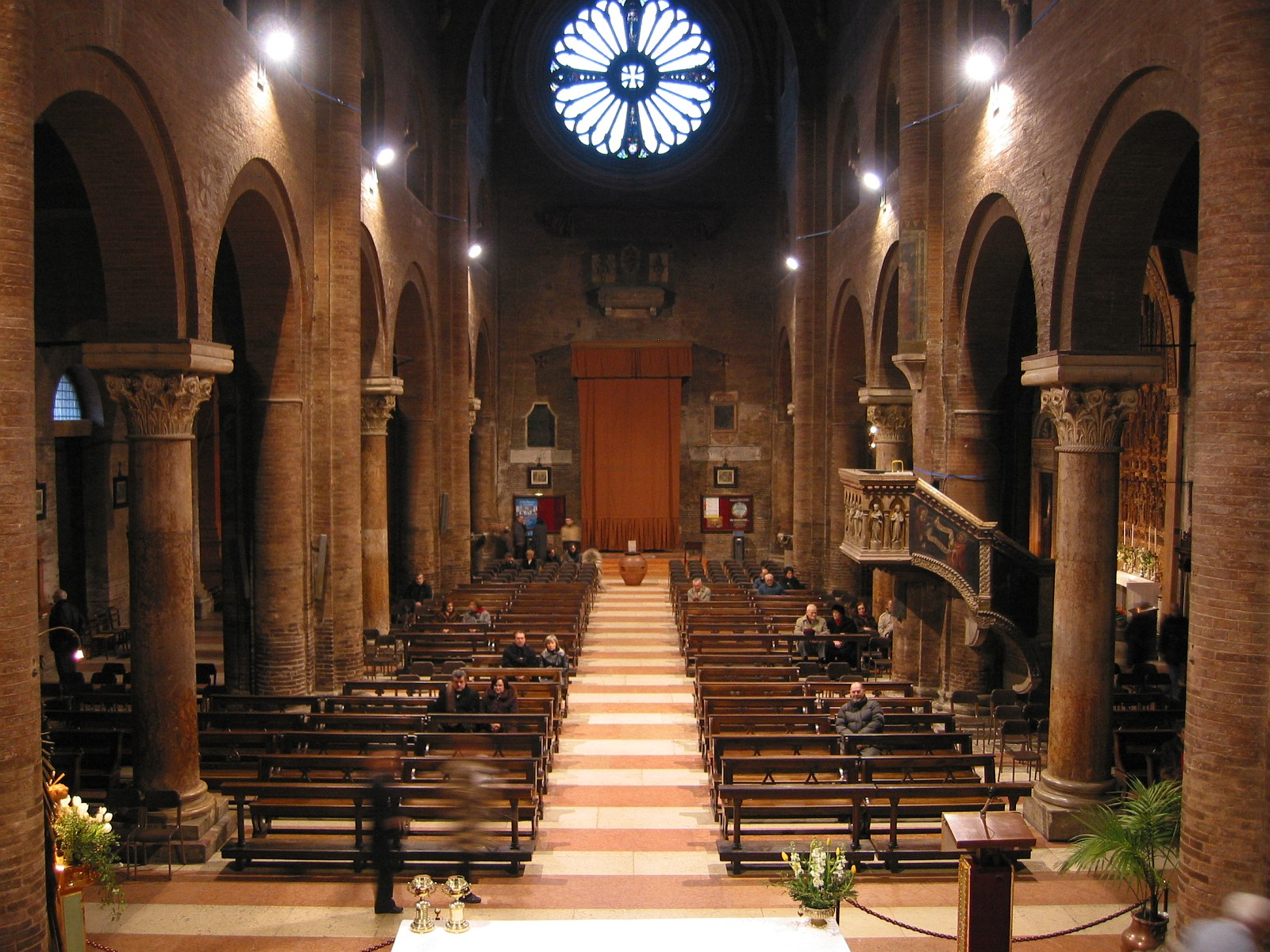
نمای داخلی کلیسای جامع مودنا

## میراث جهانی یونسکو
در سال ۱۹۹۷ کلیسای جامع مودنا، توره دلا گیرلاندینا (باعنوان توره چیویکا) و پیاتزا گرانده در فهرست میراث جهانی یونسکو به‌ثبت رسید.